# Bizantinska Malta
Malti je vladalo Bizantinsko cesarstvo, od časa bizantinskega osvajanja Sicilije v letih 535-6 do 869-870, ko so otoke zasedli Arabci. Dokazi o treh stoletjih bizantinske vladavine na Malti so zelo omejeni in včasih dvoumni. Zgodovinarji domnevajo, da je bila bizantinska Malta izpostavljena enakim pojavom, ki so vplivali na srednje Sredozemlje, in sicer precejšnjemu pritoku grških naseljencev in helenske kulture, upravnim spremembam, ki jih je povzročila reorganizacija Sicilije v skladu z bizantinsko temo, in pomembnim pomorskim delovanjem v Sredozemlju po vzponu islama.
Bizantinski viri so na malteških otokih redki, čeprav jih peščica zapisov združuje kot nominalni Gaudomelete  (starogrško: Γαυδομελέτη), izraz, ki se prvič pojavi v psevdoepigrafskih delih Petra in Pavla.  Otoki so bili kraj izganjanja in izgnanstva. Z muslimansko ekspanzijo v Severni Afriki se je Malta iz vojaške baze in trgovske postaje, ki povezuje Sicilijo in druge bizantinske posesti na italijanskem polotoku z Afriškim eksarhatom, premaknila v obrobni satelit in stražarnico bizantinske Sicilije (grško θέμα Σικελίας, Thema Sikelias).
Zgodovinarji so ugotovili, da je Malta igrala omejeno strateško vlogo v Bizantinskem cesarstvu. Kasnejše arabsko osvajanje je privedlo do popolnega preloma med bizantinsko dobo in kasnejšimi obdobji. Čeprav obstajajo študije o domnevnem bizantinskem ali krščanskem preživetju, redki dokazi kažejo na šibek primer za trajno bizantinsko zapuščino na Malti.

## Ozadje
Najzgodnejše omembe Malte v tem obdobju so redke in jih običajno sklepamo v odlomkih, ki se nanašajo na Sicilijo. V odlomku Victorja Vitensisa, škofa Vite, zgodovinarji sklepajo, da so malteške otoke proti koncu 5. stoletja osvojili Vandali iz njihovega kraljestva v Severni Afriki in jih nato predali Odoakru, ostrogotskemu kralju Italije. Zgodovinarji teoretizirajo, da je Malta ostala v vandalskih rokah od okoli leta 455 do 476, nato pa je bila podeljena Odoakru kot poklon, preden je prešla na Teodorika po porazu Odoakra leta 493.
Ni dokazov o malteškem škofu pred letom 553, brez zapisa, da bi se malteški škof udeležil katerega koli koncila v Vandalski Afriki. Ker pa iz Afrike ni ohranjenih škofovskih seznamov, zgodovinarji ne morejo oceniti, ali je Malta imela škofa ali so otoki v tej zgodnji fazi bili del afriške cerkve.
Malta trpi zaradi pomanjkanja pozornosti v bizantinskih virih, kar se med zgodovinarji prevede v dolgotrajno dojemanje, da je otočje na robu strateških, političnih in vojaških interesov Bizantinskega cesarstva. To stališče je bilo ovrženo šele v zadnjih letih, po napredku malteške arheologije. Analiza keramike je pokazala, da so Bizantinci še v 9. stoletju pošiljali mornarico v zahodno Sredozemlje – kar je potrdilo, da je bila Malta strateška odskočna deska v obrambnem sistemu okoli Severne Afrike, Sicilije in Balearov. Čeprav so jo občasno napadale arabske pomorske sile, je Malta - skupaj s Sardinijo in Balearskimi otoki - Bizantincem zagotovila dobro strateško bazo v srednjem in zahodnem Sredozemlju, kar jim je omogočilo ohranitev gospodarske in vojaške prisotnosti.
Obseg trgovine na malteških otokih ni bil le vojaške narave. Z blagom vzhodnega Sredozemlja so bile oskrbovane tudi lokalne politične elite. Sigilografski dokazi kažejo, da so malteške elite vključevale arhonte, škofe in člane cerkvenih skupnosti. Komercialna vitalnost otokov, ki je odražala njihov strateški položaj v Sredozemlju, in določena stopnja avtonomije, je verjetno omogočila elitam, da so premostili vrzel med muslimansko Afriko in "bizantinsko Italijo". Malteška elita je zavzela aktivno stališče in se vključila v politične in trgovinske izmenjave z muslimanskimi skupnostmi v Severni Afriki – dokazujejo najdbe omajadskih kovancev na otokih in najdba pečata Niketasa – arhonta in drungarija z Malte – v Tuniziji.

## Zgodnji bizantinski viri na Malti

### Justinijanovo obdobje
Eno najzgodnejših omemb malteških otokov je mogoče najti na seznamu donacij cesarja Konstantina I. v zgodnjem 4. stoletju, ki vključuje donacijo Lateranske krstilnice mašo z dohodkom 222 solidov, ki je bila očitno na otoku Gozo.  Vendar pa je prva pravilna omemba srednjeveške Malte v kontekstu Vzhodnega rimskega cesarstva v Prokopijevem Bellum Vandalicum, ki podrobno opisuje bizantinsko kampanjo v Severni Afriki. Bizantinski general Belizar je opisan leta 533, da se je »dotaknil« ali »približal« Malti, medtem ko je rimska ekspedicijska sila plula iz Kaukana v Severno Afriko. V istem odlomku Prokopij opisuje Malto, ki ločuje Jadransko in Tirensko morje, kar kaže, da so otoki morda ležali na morski meji, ki ločuje vandalsko in bizantinsko sfero. Odlomek ne pravi, da je Belizar osvojil otoke ali da so bili malteški otoki že v bizantinskih rokah. Pravzaprav Malta ni vključena v Hieroklejev Synecdmus, ki podrobno opisuje seznam mest, ki so pripadala cesarstvu v letih 527/8.
Malta je verjetno prešla na Bizantince v času, ko so osvojili Sicilijo leta 535. Nadaljnji citat v Prokopijevem Bellum Gothicum, ki opisuje vojno proti gotskemu kraljestvu Italije, kaže, da je Malta postala del cesarstva do leta 544, čeprav ne omenja posebej otokov. Končna omemba v Prokopiju v zvezi z Malto se nanaša na leto 550, v zvezi s potovanjem Artabana na Sicilijo. Artaban je bil imenovan za magister militum per Thracias, da bi nadomestil ostarelega senatorja Liberija, ki je poveljeval odpravi, ki je v teku proti Siciliji, ki jo je pred kratkim premagal ostrogotski kralj Totila. Artaban ni uspel dohiteti odprave, preden je odplula na Sicilijo, njegova lastna flota pa je bila odgnana in razkropljena zaradi hudih neviht v Jonskem morju, sam Artaban pa je bil po pristanku na Malti nepričakovano rešen. So namigi, da je Artabanes dosegel Meledo namesto Malte, tako tradicija rokopisa kot geografska verjetnost dajeta prednost Malti.
Drugi viri o Malti iz Justinijanovega obdobja so omejeni, z nekaj podrobnostmi o zgodovini otokov. Pisatelj Arator iz 6. stoletja je Malto opisal kot statio, pristanišče ladij, čeprav se to uporablja v zvezi z brodolomom svetega Pavla na otokih Apd 27,39–44 in ga ne bi smeli uporabljati da bi sklepali o pomorskem statusu Malte, čeprav se v kasnejših arabskih besedilih najdejo sklicevanja na pristanišča Malta in Gozo.

### Škofi na Malti
Leta 553 je malteški škof Julianus (latinsko Iulianus episcopus Melitensis) omenjen v Constitutum de Tribus Capitulis papeža Virgilija, vendar je lahko nekaj nejasnosti glede imena in povezave z Malto zaradi nedoslednosti v imenih v različnih rokopisih. Prva omemba malteškega škofa se pojavlja v treh pismih papeža Gregorja I., pri čemer je papež leta 592 prosil malteškega škofa Lucila, naj zagotovi, da malteška duhovščina, ki ima zemljišča, ki pripadajo afriški cerkvi, plača davek nanje. Zgodovinarji domnevajo, da so te dežele na Malti, njihova povezava z afriško cerkvijo pa je lahko povezana z vladavino Vandalov v prejšnjem stoletju. V drugem pismu z datumom oktobra 598 prosi sirakuškega škofa, naj odstavi Lucila zaradi nedoločenega zločina, da kaznuje sostorilce tako, da jih postavi v samostane in jim odvzame čast. Fraza o degradiranju vojakov namiguje, da je imela Malta takrat vojaški garnizon. Papež Gregor nato prosi sirakuškega škofa, naj naroči clerus in populus (narodu), naj izvolita novega škofa. Tretje pismo, datirano v september ali oktober 599, prosi Romanusa, defensor Sicilije, naj poskrbi, da Lucil in njegov sin izročita premoženje, odvzeto cerkvi za novega škofa Traianusa. Čeprav se zdi, da ni dovolj dokazov, da bi Malto tako zgodaj označili za sufragansko škofijo Sirakuz, se zdi, da pisma razkrivajo tesne cerkvene in upravne vezi med malteškim sedežem in sirakuško škofijo. Malta je bila morda podobno povezana s posvetno upravo Sicilije, kot kaže civilni geografski seznam, ki ga je sestavil bizantinski geograf Jurij Ciprski okoli leta 603 – okoli leta 606.

### Bizantinski izgnanci na Malti
Malta je bila uporabljena kot kraj za izgnanstvo, kar najdemo v odlomkih dveh zgodovinarjev. V Historia syntomos patriarh Nikefor I. Carigrajski podrobno opisuje, kako je cesar Heraklij poslal Teodora, magistra po činu, na otok Gaudomelete (grško: Γαυδομελέτη), pri čemer je dux kraja ukazal, naj mu ob prihodu amputira eno od stopal. To razkriva, da so Malto do leta 637, datuma upora, ki je pripeljal do izgnanstva Janeza Atalarichosa in Theodorusa, morda upravljali vojaški častniki, podobno kot so vladali Siciliji in Italiji. Kronist Teofan Spovednik opisuje, kako je cesar Konstantin VI. leta 790 kaznoval voditelje upora v Armenski temi z žigosanjem njihovih obrazov in voditelje izgnal na Sicilijo in "druge otoke". 

## Uprava

### Posvetna vlada
Najden je bil pečat iz 8. stoletja, ki pripada Niceti, arhontu in droungariosu z Malte, (grško: +  Νικήτᾀ δρονγγ'[αρίῳ]ς [=καὶ] ἄρχοντ[ι] Μελέτ᾿[ης]) in zgodovinarji sklepajo, da je Malti morda vladal visoki pomorski uradnik, ki je poveljeval majhni floti. Drugi zgodovinarji so šli dlje od te analize, češ da je bila Malta baza pomembne pomorske eskadrilje pod neposrednim imperialnim in ne nadzorom teme. Vendar pa se zdi, da pomanjkanje dokazov in virov ter zgodovinske tesne povezave med Sicilijo in Malto nasprotujejo tako obstoju takšne vodstvene strukture za Malto kot tudi obstoju pomembne bizantinske pomorske baze na otokih. Lahko pa bi trdili, da je bil bizantinski uradnik hkrati poveljnik kopenske vojske droungariosa, ki je prevzel tudi vlogo arhonta ali civilnega guvernerja mesta.
Nedavna izkopavanja so osvetlila vlogo Malte kot trgovske postaje, kjer so imele v 8. stoletju regionalne politične sile močne lastne interese. Videti je, da otoki delujejo kot nekako privilegirano ozemlje, ki deluje kot most med severno Afriko in južno Italijo. Malta je bila sposobna uvažati velike količine blaga iz oddaljenih regij in povezovati tako z bizantinsko kot arabsko trgovinsko mrežo. Mestna jedra, kot je Melite, so bila razmeroma bogata, politično močna in so uživala dostop do različnih uvoženih dobrin, medtem ko so periferna območja, kot je Ħal Safi, imela dostop do bolj osnovne materialne kulture.

### Cerkvena vlada
Zgodovinarji trdijo, da prenos sicilskih škofij iz rimskega patriarhata v Konstantinopel in povišanje Sirakuz v metropolitanski status zakrivata cerkveno organizacijo Malte v tem obdobju. Noben malteški škof se ni pojavil na rimskih sinodah ali na ekumenskih koncilih na vzhodu v 7., 8. ali 9. stoletju. Malteški škof po imenu Manas se je morda udeležil osmega ekumenskega koncila v Konstantinoplu v letih 869-870 in je identificiran z malteškim škofom, ki so ga leta 878 v Palermu kot ujetnika hranili Aglabidi. Vendar v aktih koncila ni identificiran noben malteški škof, zaradi česar je identifikacija zgodovinarjev neupravičena.
V najmanj sedmih notitiae je malteška škofija razvrščena kot škofija pod metropolitanskim sedežem Sirakuze ali spada v provinco Sicilija. Notitia X in Notita III posebej omenjata protopope, imenovane za Melite v 12. in 13. stoletju, X pa enega, Nikolaosa in njegovo ženo Milo, omenja po imenu. Fiorini in Vella ugotavljata, da je bila včasih bizantinska praksa imenovati protopopa (starogrško πρτωπαπάς) v prazne škofije in avtorji to vidijo kot dokaz kontinuitete bizantinske cerkvene hierarhije, čeprav v okrnjeni obliki, v obdobju muslimanske vladavine; krščanski ἐπίσκοπος (škof), ki so ga našli na otoku, potem ko ga je osvojil Rogerij II. Sicilski, je bil verjetno dejansko tak πρτωπαπάς.

#### Bizantinska bazilika pri Tas-Silġ
Helenistični tempelj na večobdobnem svetiišču v Tas-Silġu, med Żejtunom in Marsaxlokkom, je bil spremenjen v krščansko baziliko. Bazilika je bila zgrajena na dvorišču templja s portikom, ki je bil prekrit. Kvadratna stavba je imela tri ladje z apsido na vzhodnem koncu. Prazgodovinski megalitski tempelj je bil ponovno uporabljen kot krstilnica, krstilnik pa je bil postavljen na sredino starodavne strukture. Cerkev ali vsaj njena stavba je ostala v uporabi do 8.-9. stoletja. Okoli dela mesta je bilo zgrajeno utrjeno obzidje z vsaj enim stolpom, verjetno kot odgovor na arabsko grožnjo. V odtoku krstilnega kamna je bilo najdenih več kot dvesto bizantinskih novcev iz sredine 4. stoletja, reform Justinijana (538–539) in zlatnik iz obdobja Konstantina IV.

## Kultura
Arhitekturni in umetniški slog, ki je prevladoval na Malti, ni bil slog Konstantinopla, temveč bizantinski slogi Sicilije. Odkrita je bila keramika z izrazitimi oznakami amfor otrantskega tipa, ki dodatno pričajo o tesnih povezavah med Malto in južno Italijo. Število grških napisov, najdenih na Malti in Gozu, je zgodovinarje navedlo, da verjamejo, da je prišlo do določene stopnje helenizacije, na podoben način kot proces, ki smo ga videli na Siciliji. Napisi in katakombe, v katerih so jih večinoma našli, so običajno iz 3. do 5. stoletja.
Bazilika v Tas-Silġu je bila razširjena, spremenjena in ponovno uporabljena, da je vključevala utrjeno naselje, povezano s pristaniščem Marsaxlokk spodaj. Keramični ostanki iz Tas-Silġa segajo od 6. do 9. stoletja, kar je dokaz, da sta bila pristanišče in naselje skozi stoletja povezana z različnimi deli Sredozemlja. To potrjujejo tudi najdbe spatheion amfore v Grand Harbourju in poznorimskih amfor v Marsascali ter drugih ostankov v Ta' Xbiexu, otoku Manoel, potoku Sliema in zalivu Mistra. Količina ostankov vodi zgodovinarjem do sklepanja o široki uporabi malteških pristanišč v bizantinski dobi.
Leta 1768 je bilo v komori skladišč Kortin najdenih 260 poznorimskih severnoafriških amfor, od katerih je bilo na štiriindvajsetih grafiti verskega značaja. Glede na oddaljenost od glavnega mesta zgodovinarji domnevajo, da so bili ti skladiščni prostori uporabljeni za prerazporeditev v druga pristanišča v srednjem Sredozemlju. Na rtu Kortin v Marsi so bile najdene tudi velike količine keramike iz bizantinske dobe, s sledovi požara, ki so pripeljali najditelje do domneve, da so bile stavbe in pomol zapuščeni konec 8. ali zgodnjega 9. stoletja, pri čemer je datum ugotovljen zaradi prisotnosti kroglaste amfore na mestu.  Prisotnost starejše keramike na isti ravni lahko kaže na zgodnejše opuščanje.
Skladišča v notranjem pristanišču v Marsi so bila zaradi zamuljevanja zapuščena prej kot v Kortinu, do 5. ali 6. stoletja niso našli nobenih dokazov o uporabi. Glavna pomorska dejavnost je bila zaradi zamuljevanja verjetno koncentrirana na območju Kortina, kar hipotezo potrjujejo številna poznejša grobišča.
Drugi ostanki iz grobov, povezani z bizantinsko dobo, so številne katakombe, vključno s katakombami sv. Pavla, hipogejni kompleks Abbatija Tad-Dejr in Tal-Barrani.

## Muslimanska zasedba
Z izgubo najprej afriškega bizantinskega eksarhata in na koncu izgube Sicilije se je Malta znašla v vse bolj politično razdrobljenem Sredozemlju.[37] Malta je izgubila svoj položaj med Egejskim morjem in Severno Afriko, ko je Bizantinsko cesarstvo izgubilo afriške province za proizvodnjo žita. Otoki so doživeli manj ugodne gospodarske razmere, opustitev glavnega pristanišča in skladišč Marsa ter arabske napade. To je povzročilo zmanjšanje možnosti za pretovarjanje blaga preko Malte in zagotavljanje pomorskih storitev.
Ta nova geopolitična razdrobljenost se je odražala v razvoju na Malti, saj so bila podeželska naselja v 8. in 9. stoletju opuščena ali pa so bila priča resnemu propadu, pri čemer so bila grobišča po otokih opuščena, kar je pomenilo opustitev odprtih prostorov na podeželskih in obalnih območjih ter prehod na utrjena jedra. Glavno urbano središče otoka, Melita, je bilo v tem obdobju močno spremenjeno, s spremembami, vključno s krepitvijo utrdb in dodajanjem trdnjave v mestu.
Od druge polovice 7. stoletja naprej so bili muslimanski napadalci aktivni v srednjem Sredozemlju. Čeprav je njen strateški položaj pomenil, da je Malta pod vse večjim pritiskom, ni omembe o napadih na Malto pred 9. stoletjem. V kronikah Ibn al-Athirja v letih 835-836 se omenja verjeten napad na Malto, ki pravi, da je Abu Iqal iz rodbine Aglabidov pripravil odpravo, ki je napadla otoke blizu Sicilije in pridobila velik plen. Ta napad se običajno šteje za nič drugega kot izvidniški napad, saj zgodovinarji menijo, da je napad prezgodaj za dokončno osvojitev Malte. Vsi grški in arabski viri se strinjajo, da je do osvajanja Malte prišlo pozneje.
Od vseh otokov okoli Sicilije je Malta zadnja ostala v bizantinskih rokah in leta 869 jo je napadla flota pod vodstvom Ahmada ibn Umarja ibn Ubaydallaha ibn al-Aghlaba al-Habashija. Bizantinci so se, ko so prejeli pravočasno okrepitev, sprva uspešno upirali, vendar je Mohamed leta 870 poslal floto s Sicilije na otok in prestolnica Melita je padla 29. avgusta 870. Lokalni guverner je bil ujet, mesto je bilo oropano – Ahmad al- Habashi naj bi vzel s seboj marmorne stebre lokalne stolnice, da bi okrasil svojo palačo – in njene utrdbe so bile porušene. Padec Malte je imel pomembne posledice za obrambo tistega, kar je ostalo od bizantinske Sicilije: z Reggio Calabria in zdaj Malto v svojih rokah so muslimani dokončali svoje obkroženje Sicilije in so zlahka prepovedali vsako pomoč, poslano z vzhoda.
Ibn Haldun poroča, da so Aglabidi osvojili Malto že leta 868. Ibn al-Khatib datira osvojitev Malte in zavzetje njenega "kralja" med 11. februarjem in 12. marcem 875, medtem ko se Al-Nuwayri sklicuje na isto splošno obdobje, ne da bi navedel natančen datum. Ibn al-Athir pripoveduje, da je sicilski emir v letih 869-870 poslal vojsko na Malto, saj so otok oblegali Bizantinci, ki so nato pobegnili. Ta datum potrjuje tudi grška kronika iz Cassana v Kalabriji, ki pravi, da se je otok Melita predal 29. avgusta 870. Ta datum je ponovno potrjen v drugem arabskem viru, Kitab al-'Uyun, ki pravi, da je Malto osvojil Abdallah I. in navaja datum za osvojitev tri dni pred ramazanom 256 po Hidžri, to je 28. avgust 870. Zgodovinarji pojasnjujejo rahlo neskladje zaradi negotovosti v opazovanjih lune v zvezi z islamskim koledarjem.
Obleganje Melite (sodobna Mdina) je sprva vodil Halaf al-Hādim, priznani inženir, vendar ga je ubil in zamenjal Sawāda Ibn Muḥammad. Mesto je zdržalo obleganje nekaj tednov ali mesecev, a je nazadnje padlo v roke napadalcem, njegovi prebivalci pa so bili pobiti in mesto oplenjeno.
Vendar Ibn al-Athir navaja, da je bila Malta do leta 870 že muslimanska naselbina in da je otok v lasti Arabcev oblegala bizantinska flota. Potem ko je bila z muslimanske Sicilije poslana sila za pomoč, so se Bizantinci 28. ramadana 256 (29. avgusta 870) umaknili brez boja. Nekateri zgodovinarji domnevajo, da se je lokalno prebivalstvo postavilo na stran bizantinske flote, s čimer je prekršilo prejšnjo zavezo z arabskimi vladarji, tako da so se muslimani nato maščevali, zaprli škofa in uničili cerkve na otokih.
Uporaba marmorja iz cerkva Melite v Ribatu v Sousse potrjuje napis, ki v prevodu pomeni:
 Vsako odrezano ploščo, vsak marmorni steber v tej utrdbi je Habaši ib Umar prinesel iz malteške cerkve v upanju, da si bo zaslužil odobritev in prijaznost Alaha Mogočnega in Slavnega.

### Bizantinski poskus ponovnega zavzetja Malte
Čeprav al-Himyarī navaja, da je Malta po obleganju ostala »nenaseljena ruševina« in je bila ponovno naseljena šele v letih 1048–49, arheološki dokazi kažejo, da je bila Mdina v začetku 11. stoletja že cvetoča muslimanska naselbina. Bizantinci so oblegali to novo naselbino leta 445 po Hidžri (1053–54 n. št.), »s številnimi ladjami in v velikem številu«. Prebivalci Mdine so prosili za pomilostitev, vendar so bili zavrnjeni. Muslimanov ni bilo veliko, njihovi sužnji pa so jih presegli. Muslimani so sužnjem ponudili svobodo in sužnji so se s temi pogoji strinjali. Zavojevalci so naslednji dan začeli z napadom, vendar so bili po nekaj bojih odbiti »in poraženi so pobegnili, ne da bi se ozirali nazaj«, pri čemer je bila večina bizantinskih ladij izgubljena v napadu. Zgodovinarji ne morejo potrditi, ali je bil ta napad poskus ponovnega zavzetja otokov in vzpostavitve pomorske baze ali pa je šlo za kazenski napad na pirate, ki so morda delovali z otokov. Po tej epizodi Bizantinci niso nikoli več poskušali napasti Malte. 

### Primarna
- Prokopij iz Cezareje History of the Wars, Volumes I., II.
- Procopius of Caesarea (2016). Delphi Complete Works of Procopius (Illustrated). Delphi Classics. ISBN 978-1786563736.

### Druga
- Amari, M (1933). Storia dei Musulmani di Sicilia (2nd izd.). Catania.
- Blouet, Brian W. (2007). The Story of Malta. Allied Publications. str. 41. ISBN 9789990930818.
- Brincat, Joseph M. (1995). Malta 870-1054 Al-Himyari's Account and its Linguistic Implications (PDF). New Light on the Darkest Age in Malta’s History. Valletta: Said International. str. 1–33. Arhivirano iz prvotnega spletišča (PDF) dne 6. junija 2015.
- Brown, T.S. (1975).  Luttrell, Anthony (ur.). Byzantine Malta (PDF). Medieval Malta – Studies on Malta before the Knights. London: The British School at Rome. str. 71–87. Arhivirano iz prvotnega spletišča (PDF) dne 9. junija 2020. Pridobljeno 2. aprila 2022.
- Brubaker, Leslie; Haldon, John (2011). Byzantium in the Iconoclast Era, C. 680-850: A History. Cambridge University Press. str. 174. ISBN 9780521430937.
- Bruno, Brunella; Cutajar, Nataniel (2013).  Zanini, Enrico; Pergola, Philippe; Michaelidis, Demetrios (ur.). »Amphorae and Economic Activity in Malta«. The Insular System of Byzantine Mediterranean. Archaeology and History. Oxford: BAR: 15–30.
- Bury, John Bagnell (1958) [1923]. History of the Later Roman Empire: From the Death of Theodosius I to the Death of Justinian, Vol. 2. Mineola, New York: Dover Publications, Inc. ISBN 0-486-20399-9.
- Bury, John Bagnell (1923). History of the Later Roman Empire: From the Death of Theodosius I to the Death of Justinian. London: MacMillan & Co. ISBN 0-486-20399-9.
- Busuttil, Joseph (1971). »Maltese harbours in Antiquity« (PDF). Melita Historica. 5: 305–307. Arhivirano iz prvotnega spletišča (PDF) dne 2. aprila 2022. Pridobljeno 2. aprila 2022.
- Cardona, David (2013). Tas-Silg : from prehistoric temple to Byzantine church. Current World Archaeology. str. 18–24.
- Coleiro, Edoardo (1965).  Cagiano De Azevedo, Michelangelo (ur.). Tre lettere di S. Gregorio Magno. Missione Archeologica Italiana a Malta : Rapporto Preliminare Della Campagna. Rome: Centro Di Studi Semitici: Istituto Di Studi Del Vicino Oriente. str. 17–21.
- Dalli, Charles (2008).  Bonanno, A; Militello, P (ur.). Satellite, sentinel, stepping stone: medieval Malta in Sicily's orbit. Malta in the Hybleans, the Hybleans in Malta: Malta negli Iblei, gli Iblei a Malta. Palermo: Officina di Studi Medievali. str. 245–258.
- Davis, Raymond (2000). The Book of Pontiffs (Liber Pontificalis): The Ancient Biographies of the First Ninety Roman Bishops to AD 715. Liverpool University Press - Translated Texts for Historians Series Volume 6 of Translated texts for historians. Liverpool University Press. str. xxxi. ISBN 9780853235453.
- Diehl, Charles (1896). L'Afrique Byzantine. Histoire de la Domination Byzantine en Afrique (533–709) (v francoščini). Paris, France: Ernest Leroux.
- Fsadni, Stephanie (4. februar 2019). »Shedding light on the Dark Ages«. Times of Malta. Pridobljeno 31. decembra 2019.
- Gambin, Timothy (2005). Archaeological discoveries at Marsa over the centuries. Malta Archaeological Review. Malta: The Archaeological Society, Malta. str. 49–54.
- Gambin, Timothy (2004).  De Maria, Lorenza; Turchetti, Rita (ur.). Malta and the Mediterranean shipping lanes in the Middle Ages. Rotte e porti del Mediterraneo dopo la caduta dell'Impero romano d'Occidente: continuità e innovazioni tecnologiche e funzionali : IV seminario : Genova, 18-19 giugno 2004. Rubbettino Editore. str. 115–134. ISBN 8849811179.
- Honigmann, E. (1939). Le synekdemos d' Hierokles et l'opuscule geographique de Georges de Chypre. Brussels.
- Hughes, Ian (2009). Belisarius: The Last Roman General. Yardley, PA: Westholme Publishing, LLC. ISBN 978-1-59416-528-3.
- Mango, Cyril, ur. (1990), Nikephoros, Patriarch of Constantinople: Short History (1990 izd.), Dumbarton Oaks, ISBN 0-88402-184-X
- Metcalfe, Alex (2009), The Muslims of Medieval Italy, Edinburgh: Edinburgh University Press, ISBN 978-0-7486-2008-1
- Petschening, M. (1881). Corpus Scriptorum Ecclesiasticorum Latinorum. Zv. 7 I, 13–14. Bonn.
- Tjäder, J-O (1955). Die nichtliterarischen lateinischen Papyri aus Italiens: 445-700. Lund.
- Vasiliev, A. A. (1968), Byzance et les Arabes, Tome II, 1ére partie: Les relations politiques de Byzance et des Arabes à l'époque de la dynastie macédonienne (867–959) (v francoščini), French ed.: Henri Grégoire, Marius Canard, Brussels: Éditions de l'Institut de Philologie et d'Histoire Orientales
- Zavagno, Luca (2017), »Cyprus Between Late Antiquity and the Early Middle Ages (ca. 600–800): An Island in Transition«, Volume 21 of Birmingham Byzantine and Ottoman Studies, Taylor & Francis, ISBN 9781351999120
- Zavagno, Luca (2018), »"Islands in the stream": toward a new history of the large islands of the Byzantine Mediterranean in the early Middle Ages ca.600–ca.800« (PDF), Mediterranean Historical Review, zv. 33:2, str. 149–177